# Enhanced Cartridge Interface

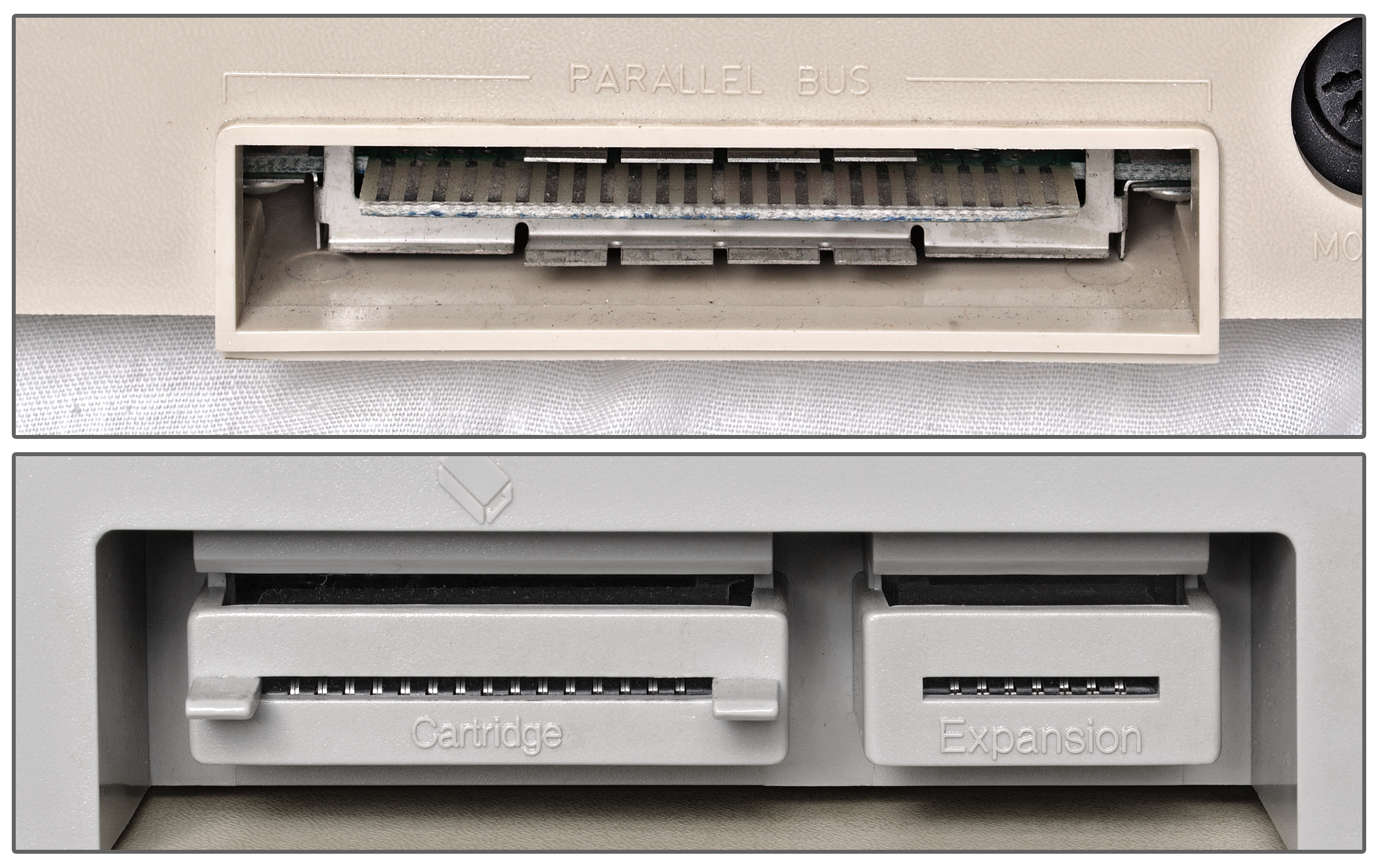
Parallel Bus Interface (sopra) e l'Enhanced Cartridge Interface (sotto).

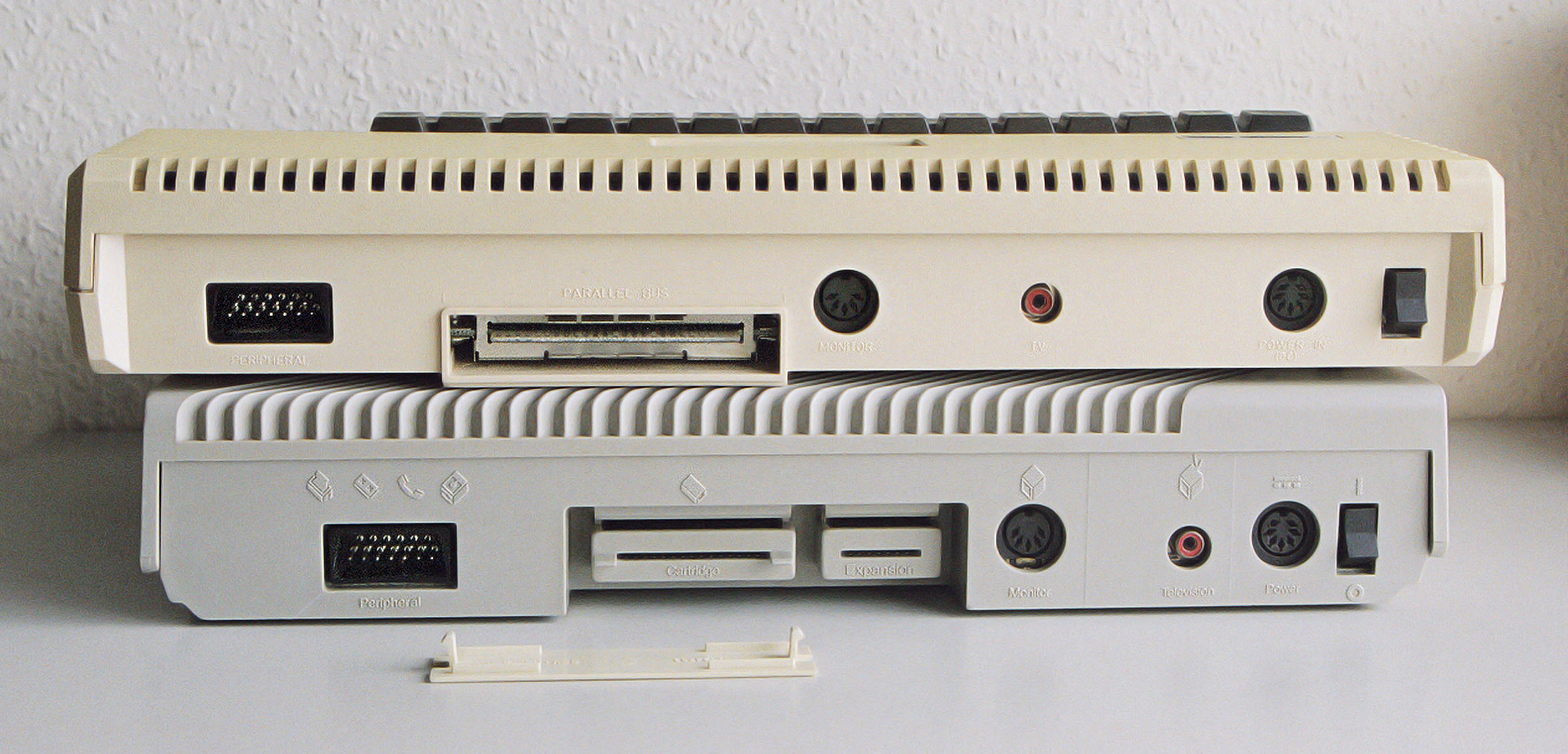
800XL europeo con il Parallel Bus Interface (sopra) ed il 130XE con l'Enhanced Cartridge Interface (sotto).

L'Enhanced Cartridge Interface o brevemente ECI è un'evoluzione della porta Parallel Bus Interface che si trova sugli home computer della famiglia Atari 8-bit. Rispetto alla porta PBI aggiunge ulteriori 14-pin.
L'interfaccia ECI è presente sui computer della linea XE e permette a dispositivi esterni di accedere direttamente alle linee del bus di sistema.
L'interfaccia ECI è presente sul modello 65XE (versione europea), sul 130XE e sul modello 800XE.
Atari non ha mai messo in commercio dispositivi che utilizzano questa interfaccia per collegarsi alla sua linea di home computer.

## Dispositivi
- Black Box - Prodotto da CSS usa sia l'interfaccia Parallel Bus Interface che ECI. Aggiunge un'interfaccia SCSI, una porta seriale, una porta parallela e una interfaccia per floppy disk.